# پادشاهی رومانی
پادشاهی رومانی (به رومانیایی:Regatul României) پادشاهی مشروطه ای بود که میان ۱۳ مارس ۱۸۸۱ تا ۳۰ دسامبر ۱۹۴۷ میلادی با ۳ قانون اساسی (۱۸۶۶،۱۹۲۳ و ۱۹۳۸) در اروپای شرقی وجود داشت. پادشاهی رومانی با سلطنت کارول اول آغاز شد؛ کسی که، استقلال رومانی را در جنگ آزادی‌بخش رومانی کسب کرد. این پادشاهی با کناره‌گیری میخاییل اول در ۳۰ دسامبر ۱۹۴۷ میلادی از میان رفت. پس از سقوط این حکومت، دولت دست‌نشانده شوروی استالینی قدرت را در رومانی بدست گرفت.
از ۱۸۵۹ تا ۱۸۷۷ میلادی، رومانی از اتحاد با دول مولدووا و والاچیا بیرون آمد و تبدیل به حکومتی مستقل تحت فرمانروایی خاندان هوهن‌زولرن شد. طی سال‌های ۱۹۱۸-۱۹۲۰ در پایان جنگ جهانی اول، سرزمین‌های ترانسیلوانی، مولداوی شرقی (بیسارابیا) و بوکوفینای شمالی در خاک پادشاهی رومانی ادغام شدند که منجر به تشکیل رومانی بزرگ شد. در ۱۹۴۰، بیسارابیا، بوکوفینای شمالی، ترانسیلوانیای شمالی و دوبرویا جنوبی به‌طور رسمی به قلمرو شوروی، مجارستان و بلغارستان ملحق شدند. البته ترانسیلوانیا شمالی با پایان جنگ جهانی دوم، به رومانی بازگردانده شد. در ۱۹۴۷ میلادی، آخرین شاه رومانی مجبور به استعفاء گردید و جمهوری کمونیستی به رهبری حزب کمونیست رومانی جانشین نظام پادشاهی گشت.
آخرین شاه رومانی ، روز ۵ دسامبر ۲۰۱۷ در سن ۹۶ سالگی درگذشت.

## آمار جمعیت
با توجه به آمار ۱۹۳۰ رومانی، این کشور دارای ۱۸٬۰۵۷٬۰۲۸ نفر جمعیت بود. ۷۱٫۹% از این جمعیت را رومانیایی‌ها و ۲۸٫۱% را اقوام دیگر تشکیل می‌دادند:
| قومیت                    | تعداد      | %     |
| ------------------------ | ---------- | ----- |
| مردم رومانی              | ۱۲٬۹۸۱٬۳۲۴ | ۷۱٫۹  |
| مجارها                   | ۱٬۴۲۵٬۵۰۷  | ۷٫۹   |
| آلمانی‌ها                 | ۷۴۵٬۴۲۱    | ۴٫۱   |
| قوم یهود                 | ۷۲۸٬۱۱۵    | ۴٫۰   |
| روتنیایی‌ها و اوکراینی‌ها  | ۵۸۲٬۱۱۵    | ۳٫۲   |
| مردم روس                 | ۴۰۹٬۱۵۰    | ۲٫۳   |
| مردم بلغار               | ۳۶۶٬۳۸۴    | ۲٫۰   |
| کولی                     | ۲۶۲٬۵۰۱    | ۱٫۵   |
| ترک‌ها                    | ۱۵۴٬۷۷۲    | ۰٫۹   |
| مردم گاگائوز             | ۱۰۵٬۷۵۰    | ۰٫۶   |
| مردم چک و اسلواک‌ها       | ۵۱٬۸۴۲     | ۰٫۳   |
| صرب‌ها, کرووات و اسلوون‌ها | ۵۱٬۰۶۲     | ۰٫۳   |
| مردم لهستان              | ۴۸٬۳۱۰     | ۰٫۳   |
| مردم یونانی              | ۲۶٬۴۹۵     | ۰٫۱   |
| تاتارها                  | ۲۲٬۱۴۱     | ۰٫۱   |
| ارمنیان                  | ۱۵٬۵۴۴     | ۰٫۰   |
| هتسول‌ها                  | ۱۲٬۴۵۶     | ۰٫۰   |
| آلبانیایی‌ها              | ۴٬۶۷۰      | ۰٫۰   |
| دیگران                   | ۵۶٬۳۵۵     | ۰٫۳   |
| اعلام نشده               | ۷٬۱۱۴      | ۰٫۰   |
| مجموع                    | ۱۸٬۰۵۷٬۰۲۸ | ۱۰۰٫۰ |

## شهرها

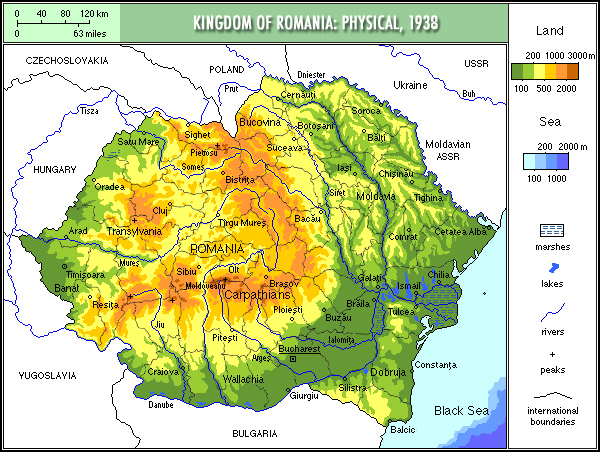
پادشاهی رومانی در ۱۹۳۹

بزرگترین شهرها با توجه به آمار ۱۹۳۰ عبارتند از:

تغییر مرزهای رومانی از ۱۸۵۹ تا ۲۰۱۰

| Rank | Name       | Population         |
| ---- | ---------- | ------------------ |
| ۱    | بخارست     | ۵۷۰٬۸۸۱ (۶۳۹٬۰۴۰۱) |
| ۲    | کیشیناو    | ۱۱۴٬۸۹۶            |
| ۳    | چرنیوتسی   | ۱۱۲٬۴۲۷            |
| ۴    | یاش        | ۱۰۲٬۸۷۲            |
| ۵    | کلوژ-نپوکا | ۱۰۰٬۸۴۴            |
| ۶    | گالاتسی    | ۱۰۰٬۶۱۱            |
| ۷    | تیمشیوارا  | ۹۱٬۵۸۰             |